# 創毅控股
創毅控股有限公司（英語：Creative Enterprise Holdings Limited，港交所除牌前：3992），於香港為公共及私人物業提供物業管理服務，包括物業管理服務及獨立護衛等服務。以二零一七年統計，
創毅物業服務顧問是香港公共房屋的最大物業管理服務供應商及香港住宅物業管理服務市場的第三大物業管理服務供應商。2021年，由招商局集團全資擁有的中外運航運購入公司53.51%股份，成為公司最大股東。

## 外部連結
- cpsc.hk